# Marrangaroo-Nationalpark
Der Marrangaroo-Nationalpark ist ein Nationalpark im Osten des australischen Bundesstaates New South Wales, 115 Kilometer westlich von Sydney und 7 Kilometer westlich von Lithgow.
Der Park liegt westlich des Blue-Mountains-Nationalparks am Coxs River und Marrangaroo Creek. Am Coxs River zwischen Wallerawang Reservoir und Lake Lyell findet man Wasserlöcher unter schattigen Bäumen. Die höchsten Gipfel des gebirgigen Parks erreichen 1200 Meter. Auf ihnen wächst Schnee-Eukalyptus. Die Wälder bieten Lebensraum für den Purple-Copperwing-Schmetterling, während sich in den Wasserläufen Schnabeltiere aufhalten.
Schwimmen und Kanufahren auf dem Coxs River und dem Lake Lyall sind beliebte Freizeitbeschäftigungen. Man kann aber auch dem Park mit dem Mountainbike entdecken. Der Mount Walker bietet einen schönen Rundblick über den Oberlauf des Coxs River und die Gegend um Lithgow.